# Fletcherea minuscula
Fletcherea minuscula är en fjärilsart som beskrevs av Sir George Hamilton Kenrick 1917. Fletcherea minuscula ingår i släktet Fletcherea och familjen nattflyn. Inga underarter finns listade i Catalogue of Life.